# Мор, Карел де
Карел де Мор (нидерл. Carel de Moor; 25 февраля 1655, Лейден — 16 февраля 1738, Вармонд) — голландский живописец и гравёр в технике офорта, один из малых голландцев. Мастер небольших картин бытового и портретного жанров позднего периода «Золотого века голландской живописи» в стиле «тонкой манеры» лейденской школы. Один из основателей Лейденской академии рисунка.

## Жизнь и творчество
Карел де Мор родился в Лейдене, Южная Голландия. По свидетельству Арнольда Хоубракена, автора знаменитых жизнеописаний нидерландских художников, его отец Карел де Мор Старший (1627—1689), был торговцем произведениями искусства; он хотел, чтобы сын изучал языки, и позволил ему заниматься искусством только тогда, когда в юном возрасте у него проявился талант к рисованию. Хоубракен встречался с Карелом Младшим лично в мастерской Годфрида Схалкена, когда он заканчивал там свое образование.
По данным RKD, Карел де Мор был сыном одноимённого лейденского художника и учеником Герарда Доу, Франса ван Мириса Старшего, Годфрида Схалкена и Абрахама ван ден Темпеля.
В 1683 году Карел стал членом лейденской Гильдии Святого Луки, в которой он в последующие годы (1688—1711) был старшиной и деканом.
В 1694 году вместе с местными художниками Виллемом ван Мирисом и Якобом Торенвлитом Карел де Мор основал Лейденскую академию рисунка, которая просуществовала в этом городе до 1736 года.
Карел де Мор по стилю живописи является представителем художников-портретистов характерной для лейденской школы «тонкой живописной манеры» (Leiden fijnschilder manner). Художники «тонкой манеры», родоначальником которой считают Герарда Доу, возрождали технику старых нидерландских мастеров эпохи братьев ван Эйк: их картины, написанные на деревянных досках или медных пластинах, отличаются исключительной передачей мельчайших деталей, яркими красками и «гладкой, сияющей красочной поверхностью».
Карел де Мор — автор известных прижизненных парных портретов русского царя Петра I и его супруги Екатерины I. Русский царь и царица позировали художнику в 1717 году в Гааге. Русский художник Андрей Матвеев обучался в Голландии у Арнольда Бонена, и, вероятно, в качестве учебной практики написал точную копию портрета царя работы Карела де Мора. Из-за этого впоследствии возникли долгие споры об атрибуции обеих картин (подписи на них сделаны неразборчиво).
Сын живописца, Карел Исаак де Мор (1691—1751), также был художником-портретистом. Учениками Карела де Мора были также Питер Лионе, Арент Пийл, Арноут Рентинк, Николаас Сикс и Маттеус Верхейден.

## Галерея

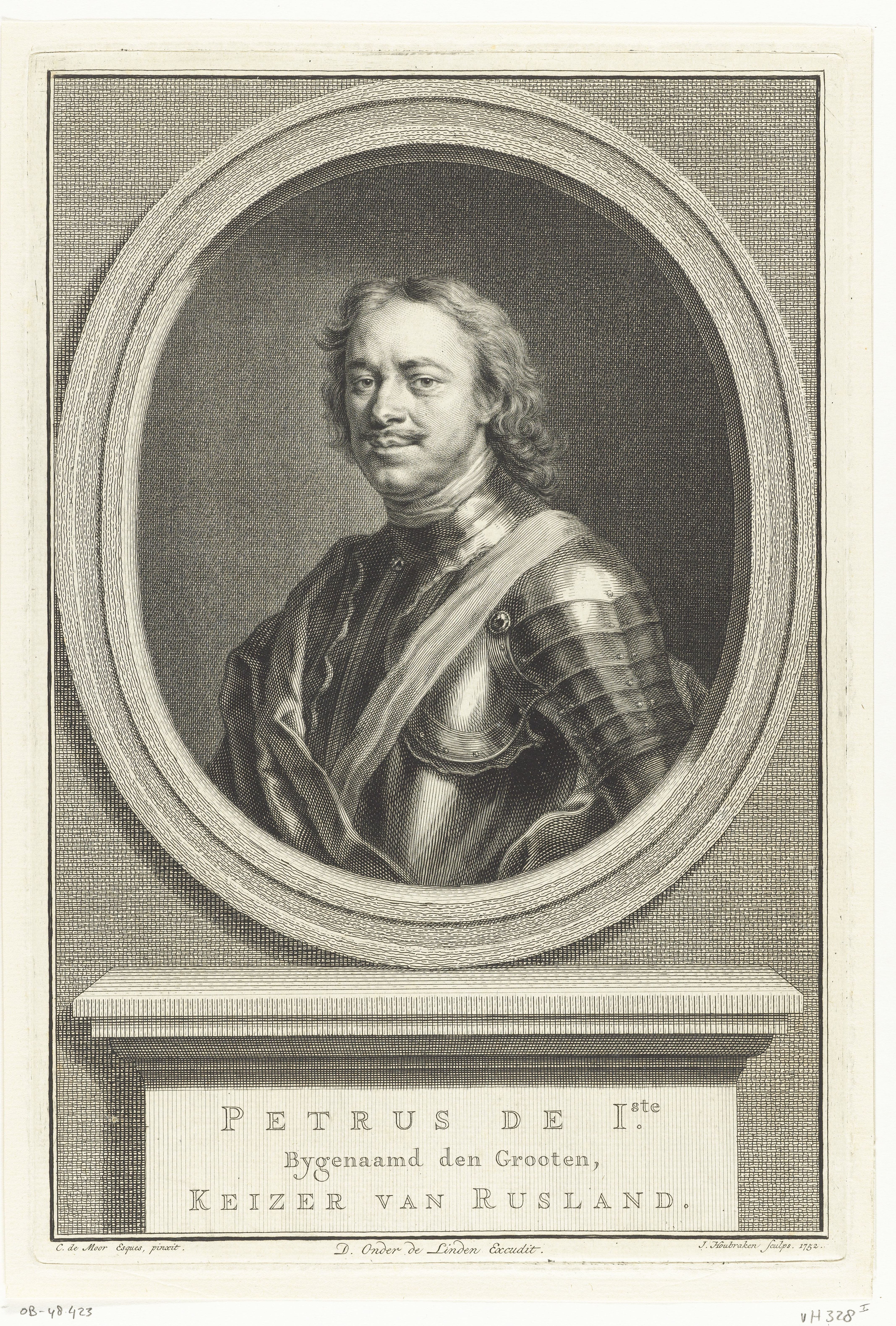
Пётр I. Офорт А. Хоубракена по живописному оригиналу Карела де Мора. 1752
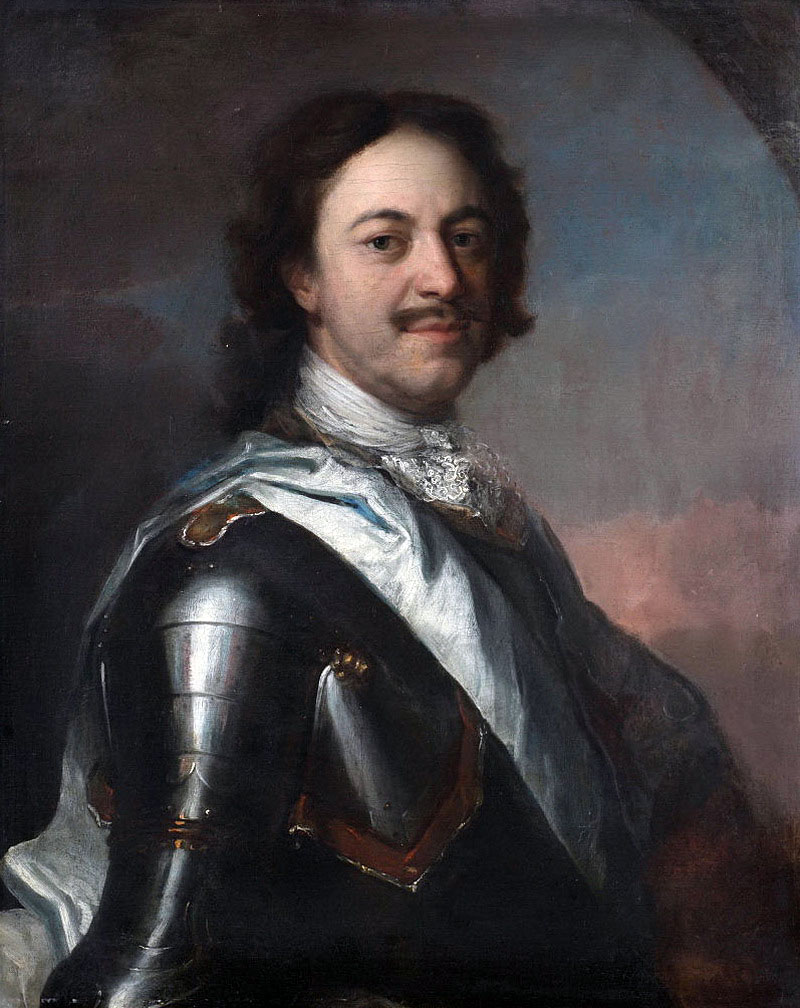
Портрет царя Петра I (прижизненый). 1717 (?). Холст, масло.
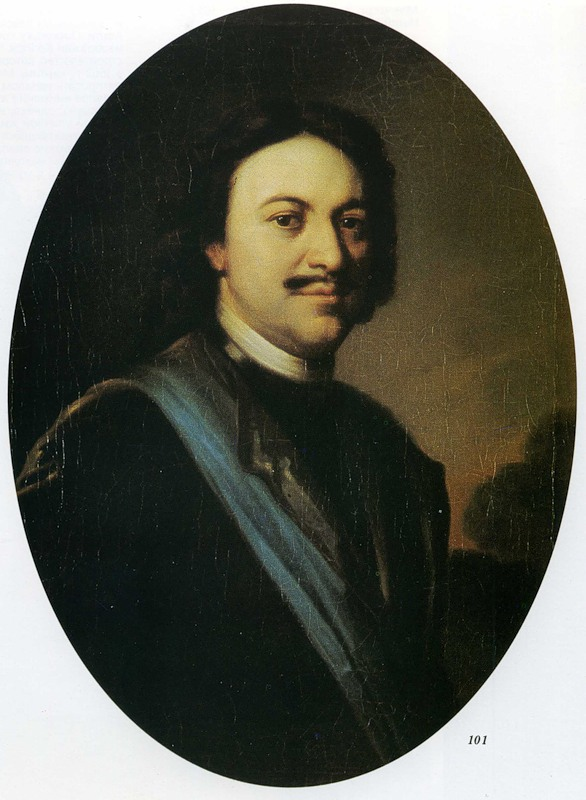
Пётр I. 1717. Холст, масло. Государственный Эрмитаж, Санкт-Петербург
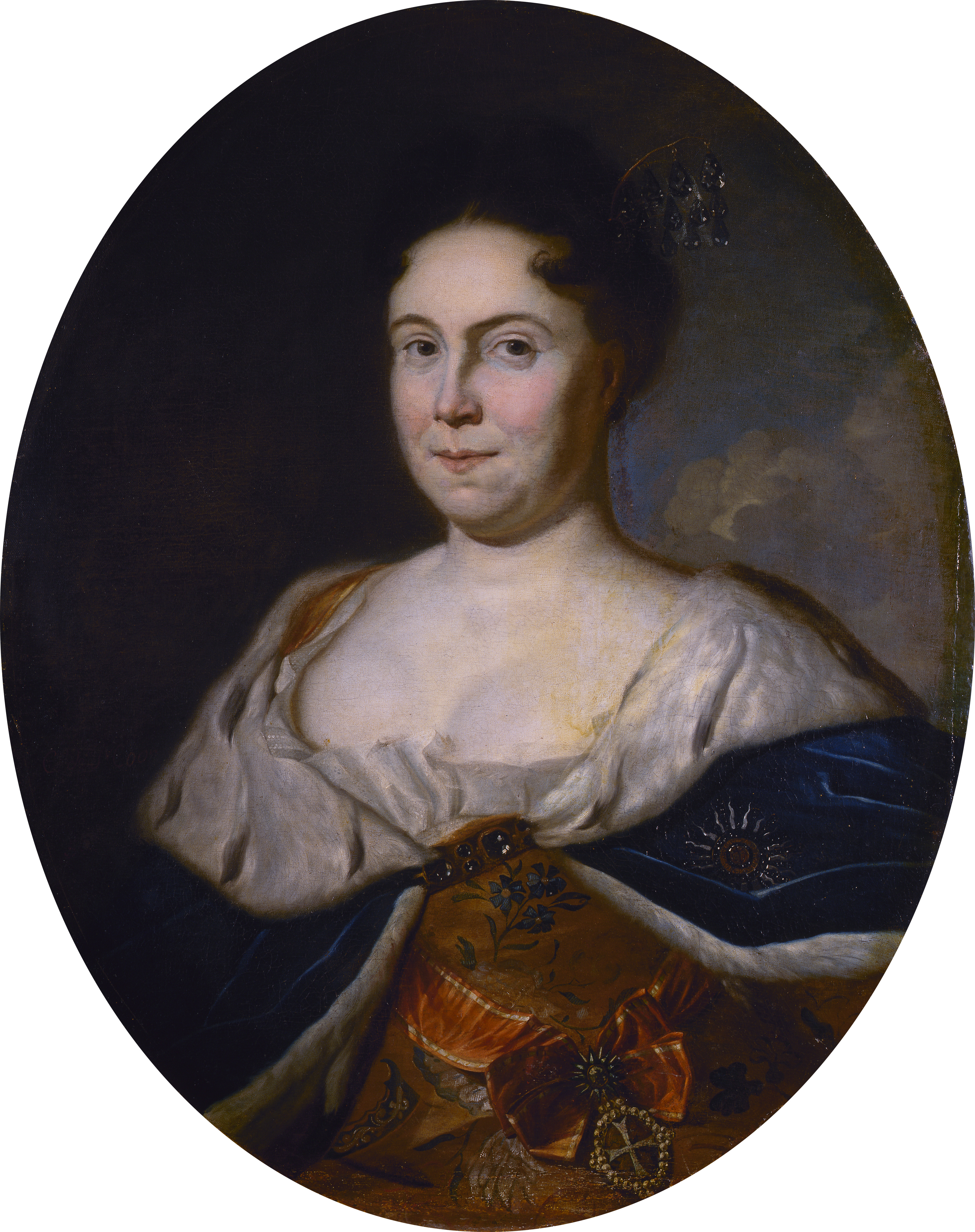
Портрет Екатерины I. 1717. Холст, масло. Государственный Эрмитаж, Санкт-Петербург
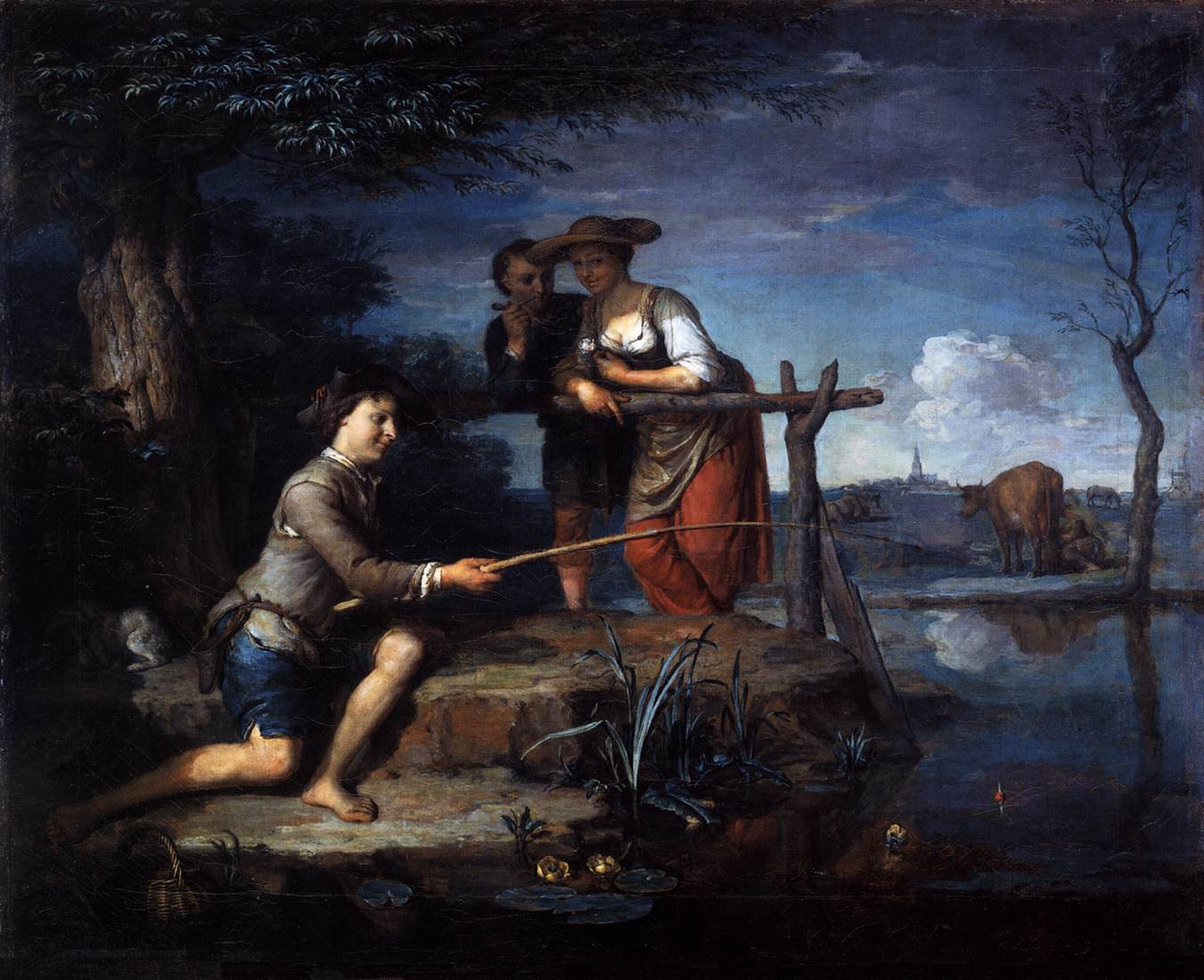
Рыболов. Ок. 1700. Холст, масло. Рейксмюсеум, Амстердам
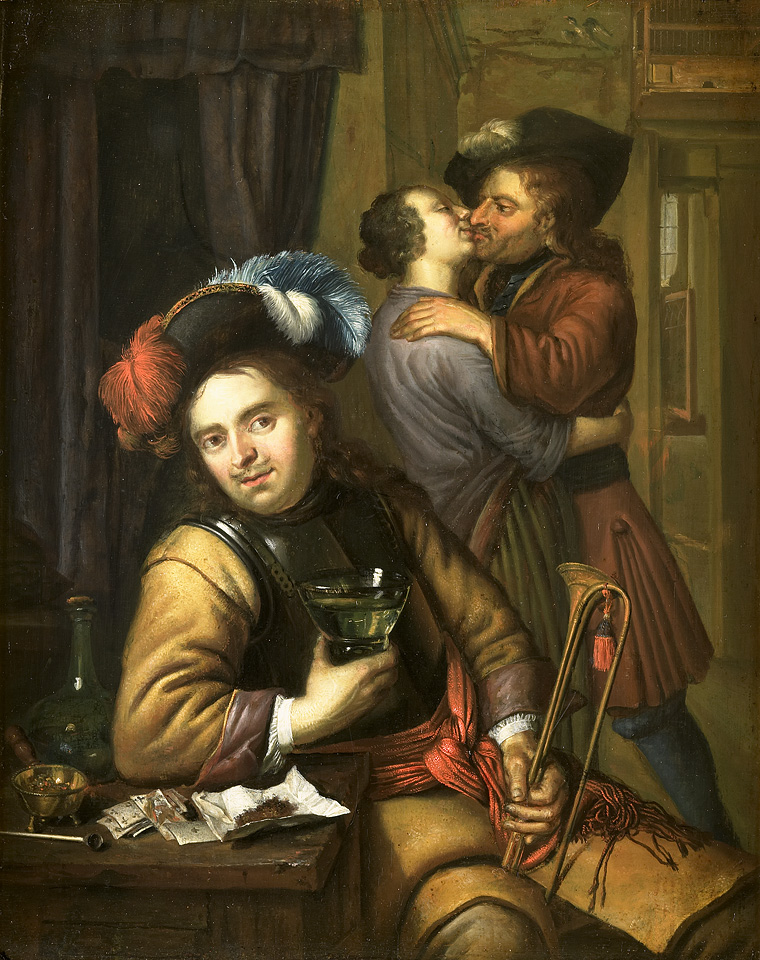
Сценка с солдатами. Между 1680 и 1738. Деерво, масло. Рейксмюсеум, Амстердам
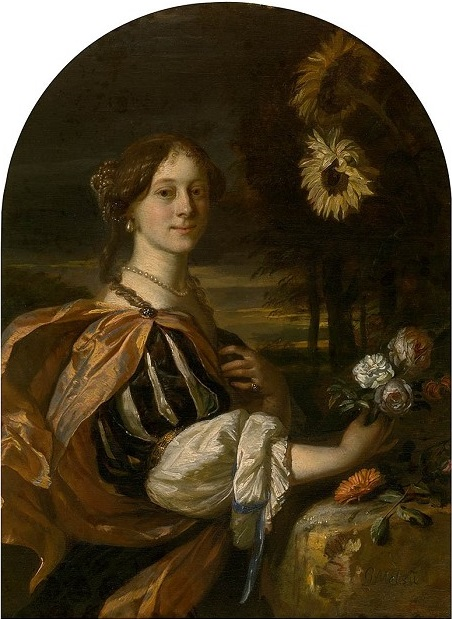
Портрет женщины с подсолнухами. 1730-е. Дерево, масло. Королевский музей изящных искусств, Антверпен
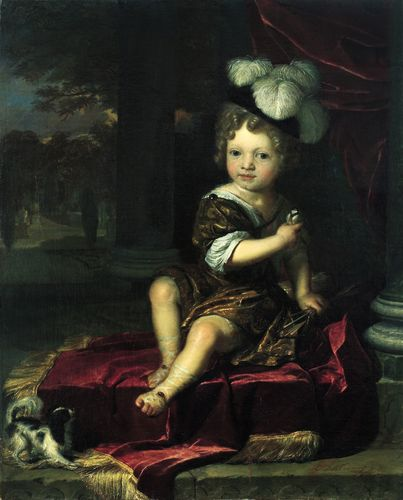
Портрет девочки с синицей. 1690. Холст, масло. Национальный музей, Вроцлав
Мужчина, пытающийся обнять женщину. Дерево, масло. Национальный музей изобразительных искусств, Стокгольм